# Annectacarus granditrichosus
Annectacarus granditrichosus är en kvalsterart som beskrevs av Sengbusch 1984. Annectacarus granditrichosus ingår i släktet Annectacarus och familjen Lohmanniidae. Inga underarter finns listade i Catalogue of Life.